# Evâncio (gramático)
Evâncio (em latim: Evanthius; m. 358) foi um gramático romano do século IV, conhecido por ser autor de um comentário sobre Terêncio. Ele faleceu em Constantinopla em 358.